# Evangelisch-lutherische Kirche Wiefels

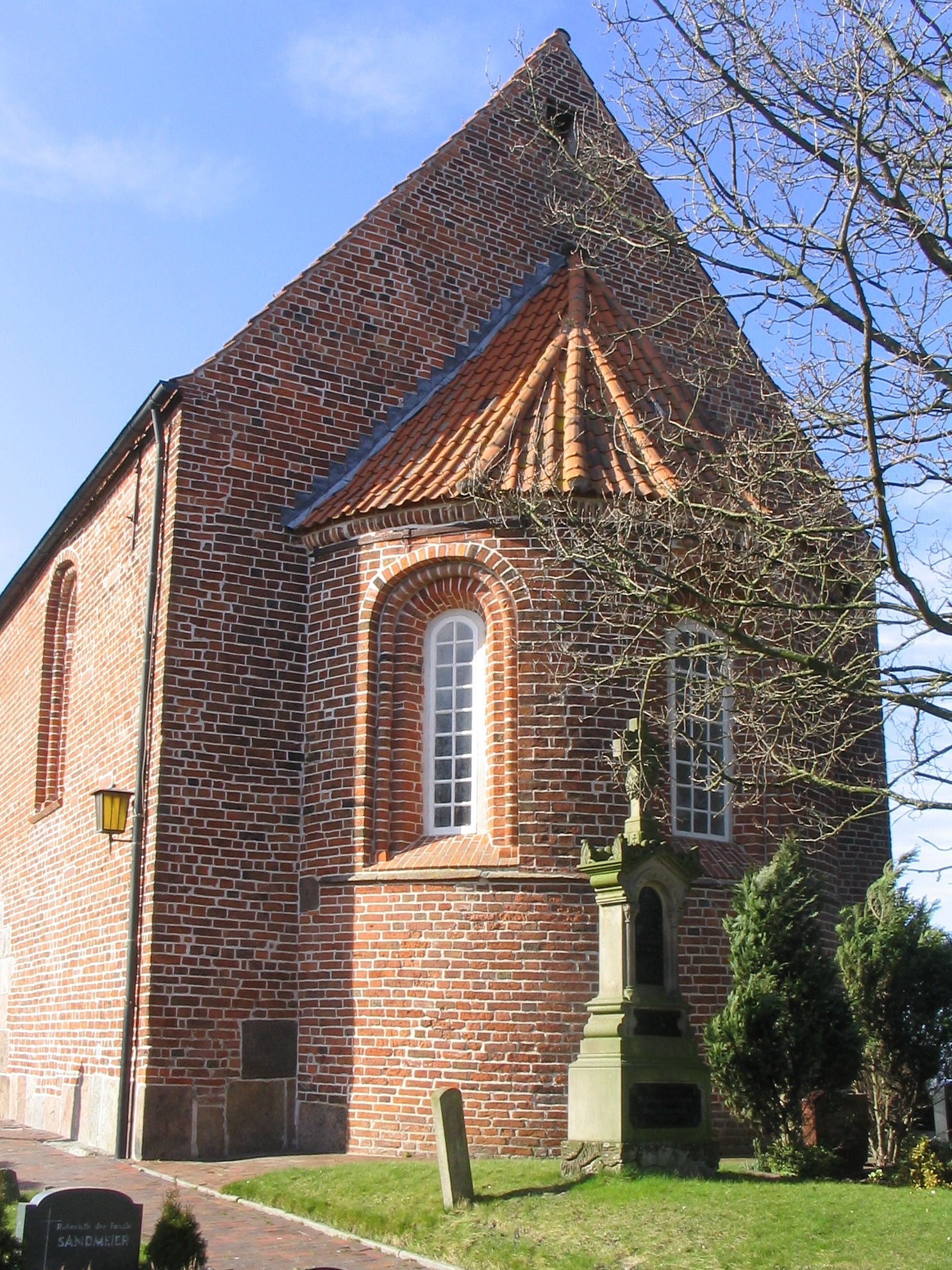
Kirche Wiefels, Südostseite

Die evangelisch-lutherische Kirche Wiefels ist ein Kirchengebäude im Ortsteil Wiefels der Gemeinde Wangerland im Landkreis Friesland in Niedersachsen. Sie gehört zur Kirchengemeinde Jever im Kirchenkreis Friesland-Wilhelmshaven der  Evangelisch-Lutherischen Kirche in Oldenburg.

## Baugeschichte
Die weithin sichtbare Wiefelser Kirche wurde in der ersten Hälfte des 13. Jahrhunderts als Apsissaal auf einer Warf erbaut. Im Bremer Dekanatsregister, dem sogenannten Stader Copiar, von 1420 wird das Gebäude als verfallen (quasi destructa) erwähnt. Ab 1450 erfolgte der Wiederaufbau.
Das Mauerwerk besteht im unteren Teil aus Granitquadern, darüber aus Backstein. Die hoch sitzenden Rundbogenfenster tragen einen umlaufenden Wulst.
Die Westwand des Gotteshauses drohte 1951 einzustürzen, daraufhin sperrte das Bauamt des Landkreises Friesland den westlichen Teil des Kircheninneren. 1953 erhielt die Kirche eine neue Westfront aus Klosterformatsteinen, die alten Granitquader wurden nicht wiederverwendet.

## Ausstattung

### Altar

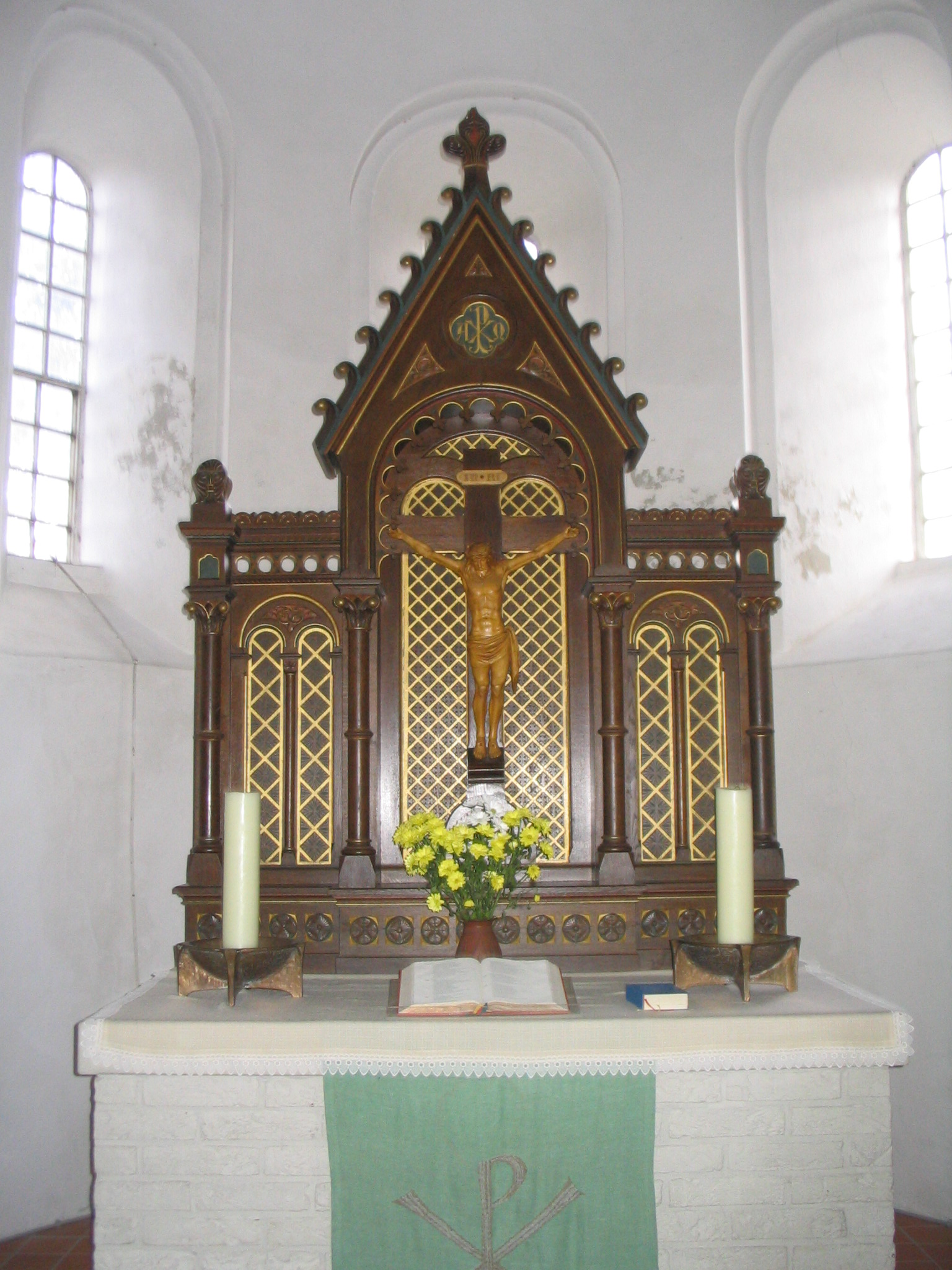
Altar der Wiefelser Kirche

Der Altar in der überwölbten Apsis wurde 1897 hergestellt vom Holzbildhauer Gustav Kuntzsch, Wernigerode. Der Schnitzaltar im Stil der Neugotik ist in der Form eines gotischen – turmartigen – Sakramentshäuschens aus massiver Eiche gefertigt, Braun- und Goldtöne herrschen vor. Die Mitte bildet ein geschnitztes Kruzifix.
Bis 1897 diente der mit niederdeutschen Bibelversen versehene Schriftaltar von 1621, der um 1652 von der Kirchengemeinde Langwarden in Butjadingen erworben wurde und heute an der Nordwand hängt, als Altaraufsatz.
Von 1973 bis 1997 war der neugotische Altar ausgelagert. Als Altaraufsatz diente zunächst das Ölgemälde Christus am Kreuz, das heute seinen Platz an der Südwand hat, bis 1976 ein von der Goldschmiedemeisterin Erika Albrecht, Bremen, geschaffenes Bronzekreuz mit blauen Emailstreifen – an Ketten hängend – über der Mensa angebracht wurde. Das Retabel von 1897 „kehrte“ 1997 „heim“, das Bronzekreuz hängte man an der Nordwand – neben dem Schriftaltar – auf.

### Kanzel
Die vier sichtbaren Seiten des Kanzelkorbes der reich geschnitzten Kanzel tragen in Holzreliefarbeit unter Bogennischen die Gestalt des Evangelisten Markus, das Wappen des Grafen Anton Günther von Oldenburg mit der Jahreszahl 1627 sowie die Gestalten der Evangelisten Lukas und Johannes. Der mit barocken Motiven geschmückte Schalldeckel wurde 1970 wegen „Baufälligkeit“ entfernt und erst 2008 durch einen neuen ersetzt.

### Taufbecken
Bei dem bemalten Taufbecken von 1663 handelt es sich um eine mit Drechsel- und Schnitzwerk verzierte Tischlerarbeit. Der kugelförmige Schaft ruht auf vier Fußkonsolen mit aufgesetzten volutenartigen (schnecken- / spiralförmigen) Stützen. Die Schrägflächen des achteckigen Beckens bedecken Medaillonrahmen mit Bildern der vier Evangelisten, zwei Bibelverse und die Wappen und Namen des Stifterehepaares.

### Orgel
Im Jahr 1720 erwarb die Kirchengemeinde Wiefels ein Positiv, das vermutlich Orgelbauer Gerhard von Holy für die Stadtkirche zu Jever geschaffen hatte. Der Orgelbauer J. C. Karling erweiterte die Orgel und ergänzte einen Tremulanten. Später wurde ein Pedal angehängt.
1903 erhielt die Wiefelser Kirche ein neues Instrument. Bei der von Orgelbauer Johann Martin Schmid (Schmid III), Oldenburg, geschaffenen Orgel mit ihrem ausgewogenen klassizistischen Prospekt wurden Teile einer von Orgelbauer Johann Claussen Schmid (Schmid II), Oldenburg, erbauten Orgel einbezogen, die dieser 1870 für die alte Garnisonskirche in Oldenburg hergestellt hatte. Alfred Führer, Wilhelmshaven, ergänzte 1953 eine Blockflöte 2′ und tauschte weitere Register aus. Die Disposition lautet seitdem wie folgt:
| I Manual C–f3  |    |
| Principal      | 8′ |
| Liebl. Gedackt | 8′ |
| Salicional     | 8′ |
| Oktave         | 4′ |
| Blockflöte     | 2′ |
| Mixtur I–III   |    |

| Pedal C–d1 |     |
| Subbass    | 16′ |
| Oktavbass  | 8′  |

- Koppeln: I/P
- Spielhilfen: Plenumtritt an/ab für Principal 8′, Oktave 4′und Mixtur

## Glockenturm

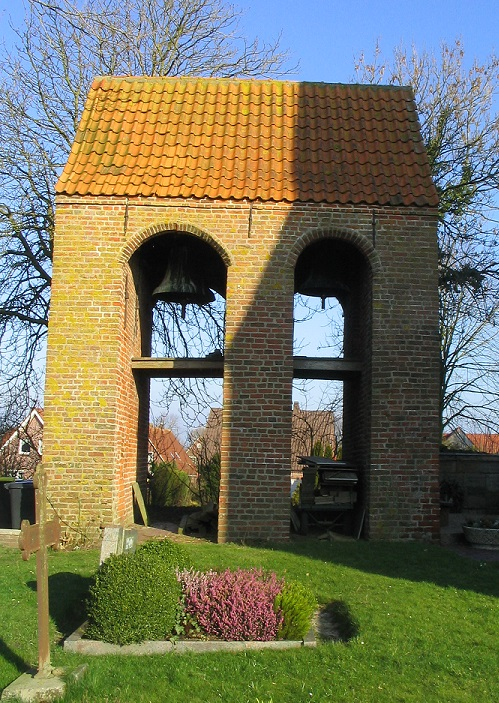
Glockenturm der Wiefelser Kirche

Der freistehende Glockenturm mit Satteldach im Nordwesten der Kirche stammt aus dem 13. Jahrhundert. Drei starke parallele Backsteinmauern („Parallelmauertyp“) tragen in ihren Zwischenräumen zwei Glocken.
Die kleine Glocke, Schlagton as1, 1930 gegossen von der Glockengießerei Rincker in Sinn, ist der Ersatz für die 1917 beschlagnahmte und „auf dem Friedhof mit großer Mühe“ zerschlagene kleine Glocke, die 1872 von Glockengießer Mammeus Fremy aus Reepsholt hergestellt worden war.
Die große Glocke, Schlagton f1, haben die Glockengießer Mammeus Fremy Heidefeld und Oltmann Eiben Tempelmann aus Burhafe im Harlingerland 1796 in der Nähe der Kirche gegossen. 1942 wurde die Glocke der Kategorie B zugeordnet, beschlagnahmt und nach Hamburg transportiert. Dort überstand sie auf dem zentralen Glockensammelplatz – damals zynisch Glockenfriedhof genannt – den Zweiten Weltkrieg und kehrte am 10. Dezember 1947 zurück nach Wiefels.

## Gedenkstätte für die Gefallenen und Vermissten der Weltkriege
An der Nordwestseite der Kirche befindet sich, eingerahmt durch den Glockenturm und eine angrenzende Mauer, die Gedenkstätte. Die Namen der im Ersten Weltkrieg Gefallenen und Vermissten stehen auf einer Sandsteinplatte, die sich am Glockenturm befindet. In die einzelnen Steine der Mauer sind die Namen der im Zweiten Weltkrieg Gefallenen und Vermissten gemeißelt.
Die Gedenkstätte für die Opfer des Zweiten Weltkrieges ist 1956 aus den Granitblöcken, die beim Wiederaufbau der Westgiebelwand der Kirche nicht wieder verwendet wurden, nach einem Entwurf des Kirchenmalers Hermann Oetken, Delmenhorst, von Steinmetzmeister Konrad Kirchmair, Varel, errichtet worden. Die Gedenktafel für die Opfer des Ersten Weltkrieges wurde 1922 im Kircheninnern an der Nordwand angebracht, 1973 ausgebaut und in die Gedenkstätte beim Glockenturm einbezogen.

## Geschichte der Kirchengemeinde

### Wiefelser Pastoren von 1532 bis 1940
| Geistliche                          | Zeitraum  | Anmerkungen |
| ----------------------------------- | --------- | --- |
| Gerdt Wandscherer                   | 1532–1538 | Wandscherer war einer der 21 jeverländischen Pastoren, die sich 1548 auf Veranlassung der Landesherrin Fräulein Maria schriftlich zum Augsburger Interim äußerten. Zu diesem Zeitpunkt war er allerdings schon Pastor in Jever. Er verstarb 1549 in Jever. |
| Michael Hamminck                    | 1542–1548 | Hamminck findet sich ebenfalls in der Sammlung der Jeverschen Pastorenbekenntnisse. |
| Siebrand Stelling                   | 1565–1583 | Siebrand Stelling ist in den Jahren 1564 und 1565 als Pastor von Weene, Gemeinde Ihlow, bezeugt. Er verstarb 30. März 1583 im Alter von 65 Jahren in Wiefels. Seine trapezförmige Grabplatte aus rotem Sandstein, die früher – wie die seines Nachfolgers – vor dem Altar eingelassen war, steht heute im vermauerten Torbogen zur ehemaligen Nordtür der Kirche. |
| Christopherus Rudolphi              | 1584–1636 | Rudolphi stammte aus Jever. Er studierte im Wintersemester 1580/81 an der Universität Rostock. Im Januar 1636 verstarb er in Wiefels; ein Bruchstück seiner Grabplatte ist an der nördlichen Innenwand der Wiefelser Kirche angebracht. |
| Franziscus Docius                   | 1637–1665 | Docius stammte aus Barmen. Nach dem Matrikelverzeichnis der Universität Rostock war er im Wintersemester 1623/24 dort als Student immatrikuliert. Er starb 1665 in Wiefels. Zwischen Gemeinde und Pastor kam es 1645 zu einem offenen Zerwürfnis. Einige Bürger sollten „Brüche“ zahlen, weil sie nicht zur Kirche gegangen waren. Sie begründeten ihr Ausbleiben damit, dass sie keine Lust hätten, sich von der Kanzel herab ausschelten zu lassen oder mit anzuhören, wie der Pastor ihre Angehörigen verunglimpfe.                    |
| Hermannus Gerdessen                 | 1665–1674 | Gerdessen wurde 1633 in Steinhausen geboren. Er starb am 13. April 1674 in Wiefels. |
| Bernhardus Eilerus (Eilers)         | 1675–1682 | Eilerus wurde 1630 in Jever geboren. Er kam von St. Joost nach Wiefels, wo er im September 1682 verstarb. |
| Johann Bernhard Lingius             | 1683–1718 | Der 1654 in Jever geborene Lingius studierte in Wittenberg. Er starb am 6. Juni 1718 in Wiefels. |
| Bernhard Friderici                  | 1719–1763 | Friderici, geboren am 6. März 1687 in Jever, studierte in Wittenberg. Er starb am 12. Januar 1763 in Wiefels. |
| Ludwig August Schween               | 1764–1780 | Schween wurde am 3. September 1727 in Jever geboren, studierte 1745–1747 in Jena und wurde am 20. September 1749 als Pastor nach St. Joost berufen. 1764 kam er nach Wiefels, bis 1780 seine Berufung nach Sillenstede erfolgte. Hier starb er am 20. März 1784. |
| Hermann Friedrich Hollmann          | 1781–1786 | Der gebürtige Wangerooger Hollmann studierte in Göttingen. Er wurde von Zerbst nach Wiefels versetzt und kam 1786 nach Jever. |
| Johann Christopher Anton Heintzen   | 1786–1795 | Heintzen, geboren am 21. November 1758 in Jever, studierte in Göttingen. Er kam von Jever nach Wiefels, von dort wurde er nach Hohenkirchen berufen, wo er am 14. Juni 1822 starb. |
| Johann Peters                       | 1795–1809 | Der am 6. Juni 1766 in Tettens geborene Peters kam von Schortens nach Wiefels und wurde anschließend nach Neuende versetzt. Er verstarb am 26. Oktober 1818 in Bant im Kirchspiel Neuende. |
| Conrad Martin Joachim Ummen         | 1809–1826 | Ummen, geboren am 14. Mai 1769 in Jever, studierte in Jena. Er kam von St. Joost nach Wiefels, wo er am 20. September 1826 starb. |
| Heinrich Toel                       | 1827–1840 | Toel, geboren am 8. Juli 1796 in Jever, studierte in Göttingen und Halle. Er kam von St. Joost nach Wiefels. Von dort wurde er nach Wiarden versetzt, wo er am 25. Januar 1860 starb. |
| Eduard Janßen Doden                 | 1840–1874 | Doden wurde am 7. August 1805 in Waddewarden geboren. Er kam von Neuenkirchen nach Wiefels, hier starb er am 29. Dezember 1874. |
| Heinrich Anton Jakobus Borchers     | 1875–1876 | Borchers, geboren am 20. Dezember 1845 in Hooksiel, studierte in Jena und Tübingen. Er kam von Cloppenburg nach Wiefels, wo er 8. März 1876 starb. |
| Otto Hermann Max Gießelmann         | 1894–1902 | Der am 18. Juli 1865 in Wildeshausen geborene Gießelmann studierte in Greifswald und Berlin. Er kam von Delmenhorst nach Wiefels und ging anschließend nach Varel, war Mitglied der Landessynode (1903–1934) und des Synodalausschusses (1918–1933) sowie Vorsitzender des liberalen Oldenburger evangelischen Predigervereins. 1939 verstarb er in Oldenburg. |
| Rudolf Johann Wilhelm Siemer        | 1902–1921 | Siemer, geboren am 7. Juni 1874 in Wildeshausen, studierte in Erlangen und Leipzig. Er kam von Varel nach Wiefels, hier starb er am 28. Dezember 1921. |
| Friedrich Heinrich Lothar Dannemann | 1925–1932 | Dannemann, geboren am 17. Mai 1895 in Stuhr, wurde 1932 zum Pfarrer von Hatten ernannt. Er starb 21. Juli 1979 in Kirchhatten. |
| Heinz Hermann Lübben                | 1934–1940 | Lübben wurde am 13. August 1907 in Oldenburg geboren. Nach Wiefels kam er 1934 als Hilfsprediger. Als Anhänger der Bekennenden Kirche geriet er in Konflikt mit dem Oldenburger Oberkirchenrat und wurde von Juni 1935 bis April 1936 aus Wiefels polizeilich ausgewiesen. Im Dezember 1936 ernannte ihn die Bekennende Kirche zum Pastor in Wiefels. Zum 1. Juli 1940 versetzte ihn der Oberkirchenrat in die Kirchengemeinde Dedesdorf. Ende 1941 wurde er zum Felddienst eingezogen. Am 19. Juni 1942 ist Lübben in Russland gefallen. |

### Schicksalsjahre der Kirchengemeinde 1925 bis 1947
Zum 1. April 1925 wurden die Kirchengemeinden Wiefels und Westrum zu einer Gesamtkirchengemeinde verbunden. Die Verbindung geriet 1934 allerdings in eine schwere Krise. Grund dafür war der Pfarramtskandidat Heinz Lübben, der der Bekennenden Kirche angehörte und 1934 eine Stelle als Vakanzprediger in Wiefels antrat. Während die Wiefelser Gemeindemitglieder in den Auseinandersetzungen mit den nationalsozialistisch orientierten Deutschen Christen sich mehrheitlich auf die Seite Lübbens stellten, opponierte der Westrumer Kirchenrat, der sich zu den Deutschen Christen hielt, gegen den Pfarramtskandidaten. Die Vereinigung der Kirchengemeinden Westrum und Wiefels wurde mit Wirkung vom 1. April 1936 aufgehoben. Lübben blieb bis 1940 in Wiefels. Durch Verordnung vom 3. November 1947 wurden die Kirchengemeinden Wiefels und Jever zur Kirchengemeinde Jever vereinigt.